# Prospero Colonna
Prospero Colonna, helyenként Prosper Colonna, (Civita Lavinia, 1452 – Milánó, 1523. december 30.) itáliai főnemes, zsoldos hadvezér (condottiere), az itáliai háborúkban a pápai állam, a Német-római Birodalom és a Nápolyi Királyság (az Aragóniai-ház) szolgálatában harcolt.

## Élete

### Származása
Prospero Colonna Civita Lavinia (ma: Lanuvio) városában született, Velletri közelében, a pápai államhoz tartozó Latium tartományban. Az ősi itáliai Colonna nemesi család számos tagjából lett neves hadvezér, politikus, bíboros.
Prospero apja Antonio Colonna volt, Salerno hercege, Cotrone (Crotone) őrgrófja, Lorenzo Onofrio Colonnának, Amalfi grófjának és Sveva Caetani grófnőnek fia. Antonio Colonna apai nagybátyja, Lorenzo Onofrio egyik öccse Oddone Colonna bíboros (1368–1431) volt, aki 1417-től haláláig V. Márton néven pápa lett.
Antonio Colonna a család Genazzano nevű ágából származott, a melléknevet birtokaik neve alapján kapták. Antonio fivéreivel közösen uralta a hatalmas Colonna-földbirtokokat (Genazzano, Cave, Capranica, San Vito és Pisoniano).
Prospero egyik unokabátyja volt (I.) Fabrizio Colonna (1460–1520), apja Odoardo nevű fivérének és Filippa Continak fia, a kor híres hadvezére, a francia-ellenes Szent Liga szövetségében a pápai csapatok hadvezére, a ravennai csata résztvevője, Niccolò Machiavelli A háború művészete (Dell’arte della guerra) c. művének központi szereplője.
A Colonna család a középkor óta az Orsini és Riario család esküdt ellensége volt. A két családi érdekcsoport könyörtelen harcot folytatott egymás ellen a Róma fölötti hegemóniáért. A véres viszálynak 1511-ben II. Gyula pápa hatalmi szóval (pápai bullával) vetett véget. (Jóval később, 1571-ben a békítés újabb lépéseként V. Szixtusz pápa egy-egy unokahúgát feleségül adta a Colonna és az Orsini-család fejéhez).

### Első haditettei

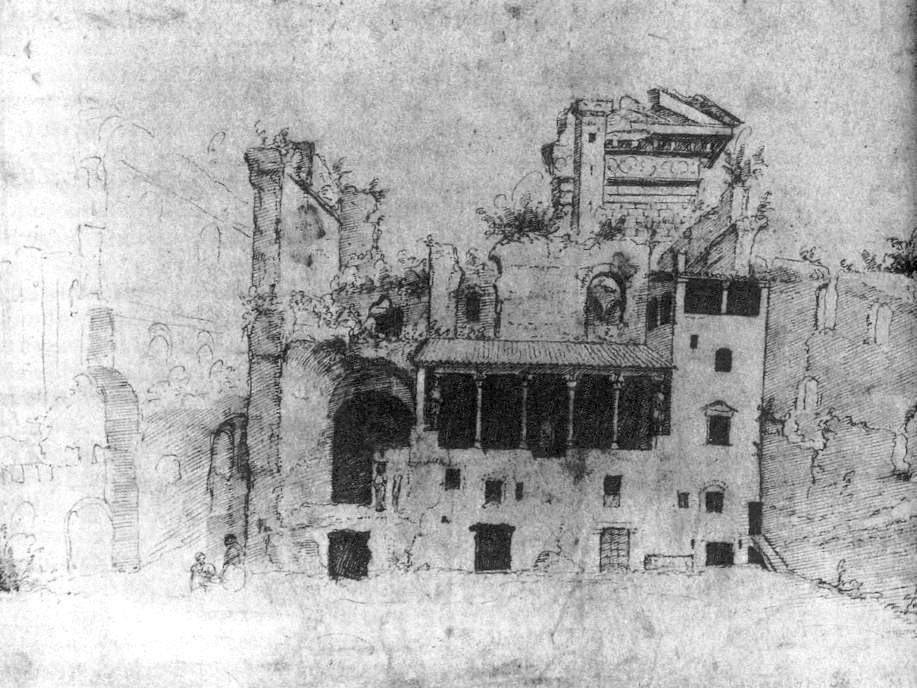
A Colonnák középkori palotája Rómában, a Serapis-templom romjaiba építve (1536-os rajz)

1484-ben a rivális Orsiniak és Riariók katonái támadást intéztek a Colonna család palianói vára ellen. A védelmet Prospero Colonna irányította, a támadást visszaverték, Prospero bizonyította katonai vezetői tehetségét. Több hasonló fegyveres összetűzésben vett részt, majd Rómában csatlakozott Giuliano della Rovere bíboros (a későbbi II. Gyula pápa) pártjához, támogatva a pápai hatalomért vívott harcában. Emiatt VI. Sándor pápa (Rodrigo Borgia) bebörtönözte a római Angyalvárba.
Kiszabadulva Prospero hűséget esküdött VIII. Károly francia királynak, aki nagy hadjáratot indított Itália elfoglalására és – Della Rovere bíboros pártjának reményei szerint – a hivatalban lévő Borgia-pápa megbuktatására. Emiatt Prosperót és társait ismét börtönbe vetették. VIII. Károly azonban váratlanul kiegyezett VI. Sándorral, a Colonnák kiszabadultak. Prospero és unokafivére, Fabrizio Colonna ezután csapataikkal segítették VIII. Károly hadjáratát, aki 1495 februárjában el is foglalta Nápolyt.
A Nápolyi Királyság fölötti francia uralom rövid ideig tartott. Szolgálataiért Prospero Colonna megkapta Traetto hercegségét és a Forlì grófságot. 1495. március 31-én VI. Sándor összekovácsolta a Szent Ligát, amely meghátrálásra késztette a hódítót. Májusban VIII. Károly hajón visszatért Franciaországba, hadserege szárazföldön vonult vissza az Alpokon túlra. Prospero Colonna ekkor a visszatérő II. Ferdinánd nápolyi király szolgálatába állt, és segítette, hogy ostromzár alá vonja és megadásra kényszerítse a Nápolyban hátrahagyott francia helyőrséget és Gilbert de Monpensier alkirályt (1496. február).

### A második nápolyi háborúban
1499-ben újabb itáliai háború indult: az új francia király, XII. Lajos hadjáratban elfoglalta a Milánói Hercegséget, majd 1500-ban titkos szerződést kötött Aragóniai Ferdinánddal a Nápolyi Királyság közös elfoglalására és területének felosztására. A spanyol–francia offenzíva 1501-ben lezajlott.
IV. Frigyes nápolyi király Ischia szigetére menekült, Fabrizio és Prospero Colonna a nápolyi hadsereg élén védelmezték a királyságot. Vereséget szenvedtek, 1501 augusztusában a franciák és aragónok bevonultak Nápolyba. IV. Frigyest szeptemberben lemondatták és Franciaországba internálták. A Colonnákat a nápolyi Castel Nuovo várbörtönbe vetették. VI. Sándor pápa kiközösítette őket, elkobozta latiumi váraikat. A Nápolyt megszálló franciák és spanyolok közt hamarosan vita, majd háború tört ki a zsákmány megosztása körül. A Colonna család kiváltotta a fogságból a két unokafivért, akik ezután zsoldos csapatokat szerveztek és Gonzalo Fernández de Córdoba spanyol fővezérnek, Nápoly királyi helytartójának hadseregéhez álltak.
1503. április 28-án Córdoba, megerősítve Prospero Colonna velencei és Pedro Navarro spanyol csapataival, a cerignolai csatában háromszoros túlerőben lévő francia nehézfegyverzetű gendarme lovassággal, és svájci pikás gyalogsággal ütközött meg. Córdoba újszerű hadrendje és kiváló irányítása nyomán a franciák súlyos veszteségeket szenvedve vonultak vissza. Parancsnokuk, Louis d’Armagnac, Nemours hercege, Nápoly francia alkirálya holtan maradt a csatatéren. A győzelemben, amely Nápolyt a spanyolok kezére juttatta, Colonna tábornok csapata komoly szerepet vitt.

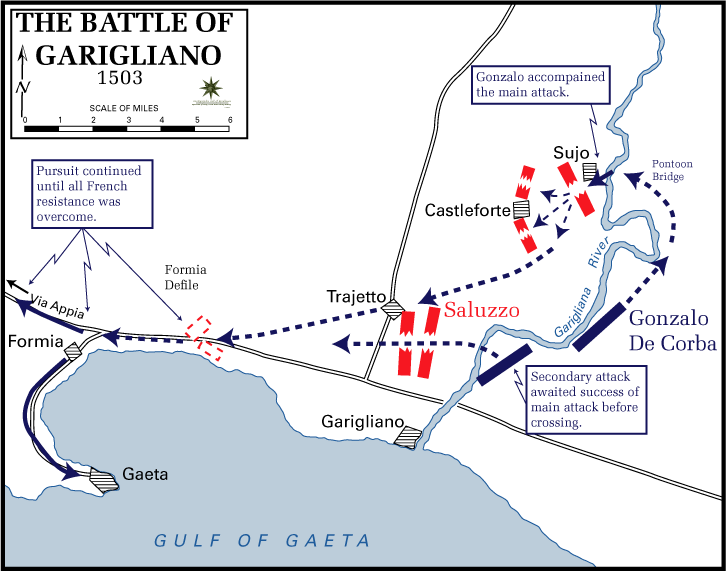
A gariglianói csata térképe

1503 novemberében VI. Sándor pápa meghalt. Utódja, II. Gyula visszaadta Prosperónak elkobzott latiumi birtokait. A franciák elleni spanyol háború folytatódott. December 29-én a Gaetai-öbölben a Garigliano folyón a francia haderő hátába került, és a véres gariglianói csatában szétverte őket. A spanyolok könnyűlovasságát Prospero Colonna vezette. A vert sereg Gaeta várába húzódott, Colonna néhány napos ostrom után megadásra kényszerítette őket. A vesztes XII. Lajos 1504 elején a lyoni fegyverszüneti szerződésben elismerte Spanyolország fennhatóságát egész Dél-Itália fölött.
Szolgálataiért Prospero Colonna (meglévő birtokai mellé) megkapta hűbérbe Itrit, Sperlongát, Ceccanót és Sonninót. Dél-Itália egyik leghatalmasabb földesurává vált. Feleségül vette Covella di Sanseverino grófnőt, boldogtalan házasságukból egy fiú született, Vespasiano Colonna, aki Prospero halála után örökölte apjának címeit és birtokait.

### Francia fogságban
A franciák Észak-Itáliából való kiszorítása (1513) után Colonna a lombardiai pápai csapatok parancsnoka lett. 1515 júliusában I. Ferenc francia király új hadjáratot indított a Milánói Hercegség megszerzésére, seregeit Gian Giacomo Trivulzio marsall vezette. Jacques de La Palice marsall hadoszlopa a szinte járhatatlan Larche-hágón (olaszul: Colle della Maddalena) át tört be Piemontba. II. Louis de La Trémoille megtudta, hogy a felderítő úton járó Colonna tábornok a piemonti Villafranca (Villefranche) városában, Demonte környékén tartózkodik. Egy francia előőrs, Pierre Terrail de Bayard lovag vezetésével gyors rajtaütéssel elfoglalta a várost, foglyul ejtette Colonnát. A fogoly állítólag csak ennyit mondott az őt Franciaország felé kísérő őrségnek: „Ezt az országot mindig is szerettem volna megismerni.” A hadjárat további részét francia fogságban töltötte.
Az 1516-os noyoni békeszerződés után kiváltották fogságából, a francia király magas váltságdíjat, 600 csatalovat és 150 000 écu-t szabott ki és kapott meg érte.

Az 1522-es bicoccai csata térképe

### Utolsó győzelmei
Ismét pápai szolgálatba állt. 1521-ben, Habsburg Károly trónra lépése után kitört a „négyéves háború”, a pápai, spanyol–német császári és milánói erők a Milánói Hercegség elfoglalására indultak. A szövetséges haderők főparancsnokává Prospero Colonnát nevezték ki. Colonna több kisebb ütközetben legyőzte Odet de Foix-Lautrec marsallt, Milánó kormányzóját, 1521 novemberében elfoglalta Milánót, és trónra ültette Francesco Sforzát, az 1499-ben elűzött Ludovico Sforza ifjabbik fiát, az 1515-ben elűzött Massimiliano Sforza öccsét. 1522. április 27-én Lautrec és Montmorency francia marsallok Milánótól északra átkeltek az Adda folyón. A velencei és svájci zsoldosokkal megerősített francia sereg megtámadta a császári-pápai-spanyol sereget. A bicoccai csatában Colonna bizonyította kiváló hadvezéri képességeit. A francia zsoldban álló svájciakat a tüzérség hatókörébe csalta és megsemmisítette. Az általános támadást sürgető spanyol kapitányok (Fernando de Ávalos, Antonio de Leyva) követelését elhárítva Colonna kivárta az első csapások hatását. Terve bevált, a svájciak elmenekülése után Lescun marsall lovassági támadása is elakadt, és Lautrec marsall elrendelte a visszavonulást. Colonna igen kis saját veszteség árán döntő győzelmet aratott. Az 1521–22-es hadjáratot Cremona és Genova elfoglalásával fejezte be, biztosítva a Habsburg fennhatóságot egész Észak-Itáliában.
Diadalmenetben tért vissza Milánóba. Egészsége azonban megromlott és 1523. december 30-án milánói palotájában elhunyt. Itália-szerte hőskölteményeket írtak róla, méltatói a nép védelmezőjének, az itáliai nemzet atyjának nevezték.